# Köhnəkənd
Köhnəkənd (Kohnakend) est un village d'Azerbaïdjan, situé dans le raïon de Latchine.

## Histoire
À partir de 1992, la localité fait partie de la république autoproclamée d'Artsakh, au sein de sa région de Chouchi et prend le nom de Kirsavan (arménien : Քիրսավան). Elle compte 22 habitants en 2005.
Le 1er décembre 2020, le village repasse sous la souveraineté de l'Azerbaïdjan, comme l'ensemble du raion de Latchine, conformément à l'accord de cessez-le-feu du Haut-Karabakh.